# Symphony Sid

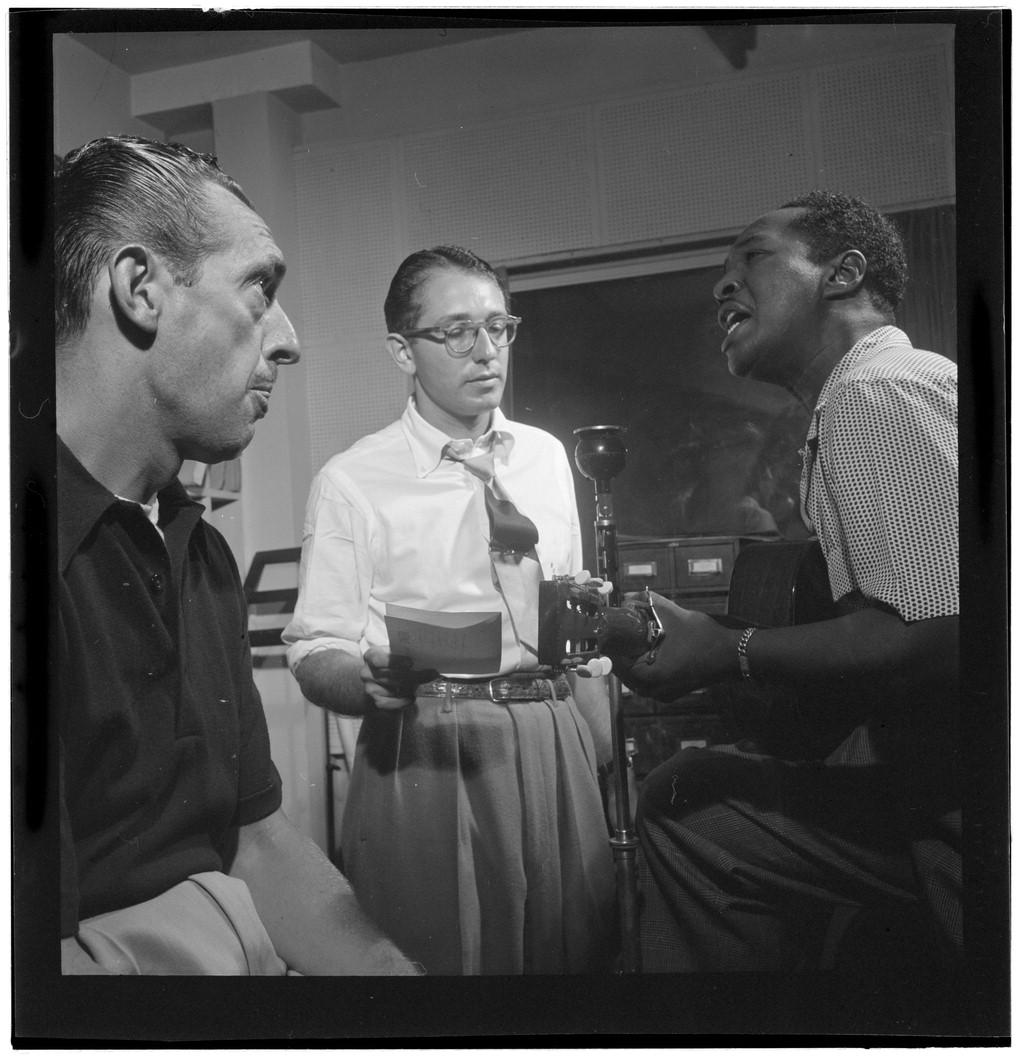
Symphony Sid (links) mit Josh White (rechts), WHOM Studio, New York, in den 1940er Jahren.
Fotografie von William P. Gottlieb.

Symphony Sid (* 14. Dezember 1909 in New York City; † 14. September 1984; auch Sid Torin oder Symphony Sid Torin, eigentlicher Name Sidney Tarnopol) war ein US-amerikanischer Jazz-DJ.

## Leben
Torin wurde in New Yorks Lower East Side geboren und wuchs in Brooklyn auf. Der Spitzname Symphony Sid bezieht sich auf seine Arbeit in einem Plattenladen von Symphony Records, wo er die ersten R&B Platten einführte. In der Kundschaft erzählte man sich dann, dass man die Platten bei Symphony Sid gekauft habe. Als er Disc Jockey beim Sender WBNX in der Bronx wurde, blieb der Name erhalten. Er arbeitete im Laufe der Jahre für viele Sender, etwa WMCA und WJZ. Er war bekannt für sein Wissen um den Jazz und hatte eine treue Zuhörerschaft.
Der Andeutung „the dial set right there close to eighty on the dot“ in dem Lied Jumpin' With Symphony Sid, geschrieben von Lester Young mit einem Text von King Pleasure, ist ein Hinweis auf die Position auf der früher üblichen Radioskala, wo man Symphony Sids Freitag-Nacht-Show finden konnte. Torin sendete Ende der 1940er Jahre jede Freitagnacht live aus so bekannten Clubs wie dem The Three Deuces, Royal Roost, Bop City und dem Birdland. Seine Ansagen sind u. a. auf den von WMCA 1948 live übertragenen Aufnahmen der ersten Fassung von Birth of the Cool von Miles Davis zu hören.
Er wurde allerdings bei WJZ entlassen, nachdem man ihm den Gebrauch von Drogen nachgewiesen hatte. Nachdem er über ein Jahr keinen Job in New York gefunden hatte, nahm er eine Stelle in Boston bei WBMS an, wo er neben dem Jazz auch R&B, später Rock and Roll, aber auch Country Music (bei WCOP) und Gospel spielte.
Später wieder in New York spielte er bei WEVD AM&FM mehr lateinamerikanische Musik und wurde als „Jazz-Verräter“ beschimpft. Seine Plattensammlung vermachte er seinem Ingenieur, Marty Wilson, der das Programm übernahm und wieder Jazz spielte.
Er setzte sich in Florida zur Ruhe.